# Мис Голковий
Мис Го́лковий (Агульяс, Агульяш; з порт. Agulhas) — мис в Південній Африці, найпівденніша крайня точка Африки. Назва дана через магнітну аномалію, що спостерігається поблизу в морі. З португальської мови agulha означає голка, у цьому випадку — стрілка компаса.
Однойменну назву має океанська течія Голкового мису, що прямує зі сходу

## Географія
Мис Голковий розташований у регіоні Оверберг, за 170 кілометрів (105 миль) на південний схід від Кейптауна. Назвали мис португальські мореплавці, які назвали його Cabo das Agulhas — португальською «Голковий мис» — після того, як помітили, що близько 1500 року напрямок північного магнітного полюсу (і, отже, стрілки компаса) збігався зі справжньою північчю в регіоні. Мис знаходиться в місцевому муніципалітеті Кейп-Агуляс в окрузі Оверберг Західнокапської провінції Південної Африки. Агульяс обслуговується сусіднім невеликим аеропортом Ендрюс-Філд.
На південь від мису Голковий тепла течія мису Голкового, яка тече на південь уздовж східного узбережжя Африки, повертається назад в Індійський океан. Під час зворотного відображення він відщипує великі океанські вири (кільця Агулхаса), які дрейфують у південну частину Атлантичного океану та забирають величезну кількість тепла та солі в сусідній океан. Цей механізм є одним із ключових елементів глобальної конвеєрної циркуляції тепла та солі.
Мис Голковий має поступово вигнуту берегову лінію зі скелястими та піщаними пляжами. Маркер огляду та новий маркер із зображенням африканського континенту розташовані на найпівденнішому краю Африки. Води затоки Агульяс біля узбережжя досить мілкі і відомі як одне з найкращих місць для риболовлі в Південній Африці.
Скелі, що утворюють мис Агульяс, належать до групи Столових гір, яку часто називають пісковиком Столової гори. Вони тісно пов'язані з геологічними утвореннями, які оголюються у вражаючих скелях Столової гори, мису Кейп-Поїнт і мису Доброї Надії.